# اوسنوولاگ
اوسنوولاگ (به بلغاری: Osenovlag) یک منطقهٔ مسکونی در بلغارستان است که در استان صوفیه واقع شده‌است.